# 이동로
이동로(Idong-ro)는 대한민국 경상북도 포항시 남구 이동에서 북구 득량동을 거쳐 연결하는 도로이다.

## 노선 경로
- 삼거리 명칭 미상
  - 희망대로
- 삼거리 명칭 미상
  - 대이로
    - 경성홈타운아파트
    - 득량이동삼성아파트
- 삼거리 명칭 미상
  - 양학로, 양학로126번길
    - 양학중학교